# 총석정
| 조선민주주의인민공화국의 천연기념물 | 조선민주주의인민공화국의 천연기념물 |
| ----------------------------------- | ----------------------------------- |
|                                     |                                     |
| 총석정                              |                                     |
| 천연기념물 제 214호                 |                                     |
| 소재지                              | 강원도 통천군 자산리                |

총석정(叢石亭)는 대한민국 강원도 통천군 통천읍 동해 해안선과 금강산의 북쪽 있는 명승이다. 총석정이라는 말은 이들 가운데 세워진 정자를 뜻하지만, 넓은 의미에서는 주상절리로 이루어진 바위기둥들과 절벽을 일컫는다. 관동팔경 중 1위에 속해 있다.
신라시대에 있는 경색이며 현재 북조선의 제13호 명승지와 제214호 천연기념물이다.

## 참고
- 공명철의 열린국어강의노트 - 새소식(공지사항): 금강산 총석정 사선암
- 통천총석정

- KBS고성：KBS Enjoy：총석정